# Brachyurophis
Brachyurophis is een geslacht van slangen uit de familie koraalslangachtigen (Elapidae) en de onderfamilie zeeslangen (Hydrophiinae).

## Naam en indeling
De wetenschappelijke naam van de groep werd voor het eerst voorgesteld door Albert Günther in 1863. Er zijn acht soorten, de slangen werden eerder aan andere geslachten toegekend, zoals Rhynchoelaps, Simoselaps en Vermicella.

## Verspreiding en habitat
De soorten komen endemisch voor in delen van Australië. Ze komen voor in de deelstaten New South Wales, Noordelijk Territorium, Queensland, Victoria, West-Australië en Zuid-Australië. De habitat bestaat uit droge savannen, tropische en subtropische bossen, scrublands en graslanden.

## Beschermingsstatus
Door de internationale natuurbeschermingsorganisatie IUCN is aan alle soorten een beschermingsstatus toegewezen. De slangen worden beschouwd als 'veilig' (Least Concern of LC).

## Soorten
Het geslacht omvat de volgende soorten, met de auteur en het verspreidingsgebied.
| Naam                        | Auteur         | Verspreidingsgebied                                                                             |
| --------------------------- | -------------- | ----------------------------------------------------------------------------------------------- |
| Brachyurophis approximans   | Glauert, 1954  | Australië (West-Australië)                                                                      |
| Brachyurophis australis     | Krefft, 1864   | Australië (New South Wales, Queensland, Victoria, Zuid-Australië)                               |
| Brachyurophis campbelli     | Kinghorn, 1929 | Australië (Queensland)                                                                          |
| Brachyurophis fasciolatus   | Günther, 1872  | Australië (New South Wales, Noordelijk Territorium, Queensland, West-Australië, Zuid-Australië) |
| Brachyurophis incinctus     | Storr, 1968    | Australië (Noordelijk Territorium, Queensland)                                                  |
| Brachyurophis morrisi       | Horner, 1998   | Australië (Noordelijk Territorium)                                                              |
| Brachyurophis roperi        | Kinghorn, 1931 | Australië (Noordelijk Territorium, West-Australië)                                              |
| Brachyurophis semifasciatus | Günther, 1863  | Australië (West-Australië, Zuid-Australië)                                                      |